# Canton d'Angers-Nord
Le canton d'Angers-Nord est un ancien canton français situé dans le département de Maine-et-Loire et la région Pays de la Loire.

## Histoire
Le canton d'Angers-Nord est créé en 1964 par scission du canton d'Angers-Nord-Ouest.
Il est supprimé par décret du 23 juillet 1973 redécoupant les quatre cantons angevins en sept cantons. 
Le canton d'Angers-Nord est recréé par le décret du 23 janvier 1985 réorganisant les cantons d'Angers. Son territoire correspond à celui de l'ancien canton d'Angers-VII.
Dans le cadre de la réforme territoriale, un nouveau découpage territorial pour le département de Maine-et-Loire est défini par le décret du 26 février 2014. Le canton d'Angers-Nord disparaît à nouveau.

## Composition

### De 1985 à 2015
Le canton d'Angers-Nord se compose d’une fraction de la commune d'Angers et de six autres communes. Il compte 27 204 habitants (population municipale) au 1er janvier 2012.
| Nom                        | Code Insee | Intercommunalité          | Population (dernière pop. légale)               |
| -------------------------- | ---------- | ------------------------- | ----------------------------------------------- |
| Angers (chef-lieu)         | 49007      | CU Angers Loire Métropole | Fraction : 9 999(2012) Commune : 151 056 (2014) |
| Cantenay-Épinard           | 49055      | CU Angers Loire Métropole | 2 036 (2014)                                    |
| La Meignanne               | 49196      | CA Angers Loire Métropole | 2 235 (2013)                                    |
| La Membrolle-sur-Longuenée | 49200      | CA Angers Loire Métropole | 2 027 (2013)                                    |
| Montreuil-Juigné           | 49214      | CU Angers Loire Métropole | 7 399 (2014)                                    |
| Le Plessis-Macé            | 49242      | CA Angers Loire Métropole | 1 230 (2013)                                    |
| Saint-Lambert-la-Potherie  | 49294      | CU Angers Loire Métropole | 2 507 (2014)                                    |

L'agglomération angevine se composait en 2014 de huit cantons : Angers-Centre, Angers-Est, Angers-Nord, Angers-Nord-Est, Angers-Nord-Ouest, Angers-Ouest, Angers-Sud et Angers-Trélazé.
L'ensemble de ces cantons comprenait les communes d'Andard, Angers, Avrillé, Beaucouzé, Bouchemaine, Brain-sur-l'Authion, Cantenay-Épinard, Écouflant, La Meignanne, La Membrolle-sur-Longuenée, Montreuil-Juigné, Pellouailles-les-Vignes, Le Plessis-Grammoire, Le Plessis-Macé, Saint-Barthélemy-d'Anjou, Saint-Lambert-la-Potherie, Saint-Sylvain-d'Anjou, Sarrigné, Trélazé, Villevêque.

## Géographie
Situé dans le centre du département, ce canton est organisé autour d'Angers dans l'arrondissement d'Angers. Sa superficie, est de moins de 127 km2, et son altitude varie de 12 mètres (Cantenay-Épinard) à 102 mètres (La Membrolle-sur-Longuenée).
| Nom de la commune          | Surface (ha) | Alt. mini (m) | Alt. maxi (m) |
| -------------------------- | ------------ | ------------- | ------------- |
| Angers                     | 4 270        | 12            | 64            |
| Cantenay-Épinard           | 1 610        | 12            | 49            |
| La Meignanne               | 2 339        | 22            | 99            |
| La Membrolle-sur-Longuenée | 944          | 12            | 102           |
| Montreuil-Juigné           | 1 381        | 12            | 72            |
| Le Plessis-Macé            | 799          | 21            | 96            |
| Saint-Lambert-la-Potherie  | 1 381        | 39            | 76            |

## Représentation
Le canton d'Angers-Nord est la circonscription électorale servant à l'élection des conseillers généraux, membres du conseil général de Maine-et-Loire. Il est rattaché à la septième circonscription de Maine-et-Loire.

### De 1964 à 1973
| Période | Période | Identité     | Étiquette   | Qualité |
| ------- | ------- | ------------ | ----------- | --- |
| 1964    | 1973    | Jean Sauvage | MRP puis CD | Cadre Sénateur (1965-1983) Ancien conseiller général du Canton d'Angers-Nord-Ouest (1945-1964) Elu en 1973 dans le Canton d'Angers-7 |

### De 1985 à 2015
| Période | Période | Identité          | Étiquette | Qualité |
| ------- | ------- | ----------------- | --------- | --- |
| 1985    | 1994    | Jean Sauvage      | UDF-CDS   | Ancien Sénateur (1965-1983) Président du conseil général (1982-1994) Ancien conseiller général du Canton d'Angers-7 (1973-1985) |
| 1994    | 2001    | Robert Robin      | PS        | Assistant de formation continue Adjoint au maire d'Angers                                                                       |
| 2001    | 2015    | Jean-Luc Rotureau | PS        | Consultant en conseil et formation auprès des collectivités Adjoint au maire d'Angers Elu en 2015 dans le Canton d'Angers-4     |

#### Résultats électoraux détaillés
- Élections cantonales de 2001 : Jean-Luc Rotureau (PS) est élu au 2e tour avec 52,69 % des suffrages exprimés, devant Laurent Gerault (UDF) (47,31 %). Le taux de participation est de 50,41 % (7 706 votants sur 15 288 inscrits)[9].
- Élections cantonales de 2008 : Jean-Luc Rotureau  (PS) est élu au 2e tour avec 58,37 % des suffrages exprimés, devant Michel  Plassais  (Divers droite) (41,63 %). Le taux de participation est de 55,59 % (9 589 votants sur 17 249 inscrits)[10].

## Démographie
| 1990   | 1999   | 2006   | 2011   | 2012   |
| ------ | ------ | ------ | ------ | ------ |
| 22 233 | 24 372 | 25 983 | 26 853 | 27 204 |